# Philippe Lemaire (écrivain)
Pour les articles homonymes, voir Philippe Lemaire et Lemaire.
Philippe Lemaire, né le 1er octobre 1963 à Cherbourg, est un illustrateur, auteur de bandes dessinées et écrivain français, spécialisé dans le fantastique.

## Biographie
Philippe Lemaire naît à Cherbourg, passe la fin de son adolescence à Manosque, puis revient dans le nord-Cotentin à 18 ans.
La profession de son grand-père, gardien de cimetière à Cherbourg, l'incite à remplir les fonctions d'ordonnateur de pompes funèbres aux Pompes Funèbres Générales, pour lesquelles il travaille pendant dix ans à partir de 1983. Il devient ensuite propriétaire dans cette même ville du bar-restaurant le Dakota et crée le club de billard Cherbourg Dakota Pool, qu'il dirige pendant dix autres années,.
Établi dans l'Orne à Saint-Ouen-sur-Iton depuis 2007, il se lance dans la création de bandes dessinées, et devient également illustrateur à partir de 2009.
Intéressé par le personnage de Dracula, qu'il identifie au  prince roumain Radu Dracula mort en 1476, il lui consacre à partir de 2011 une série de six romans formant le cycle du même nom. Mêlant ensuite le mythe du vampire au genre du western, il entame en 2017 un second cycle post-apocalyptique intitulé Moras, la malédiction.
Après plusieurs autres romans où le fantastique demeure son sujet de prédilection, il commence à se diversifier en produisant des romans d'aventure, tels que Tarzan.

## Œuvres

### Bandes dessinées
- 16, rue du Repos, Z'Art Édition, 2008  (ISBN 978-2-917502-04-4), 46 p., avec Philippe Ward.
- Radu Dracula, tome 1, Œil Noir, 2011  (ISBN 978-2746628663) et Amazon (ASIN B0189FKSWW), 46 p., avec Philippe Ward.
- Radu Dracula, tome 2, Amazon, 2015 (ASIN B018ASDHRG), 46 p.
- Vikings et vampires, Amazon, 2016 (ASIN B01M3UF0WW), 46 p.

### Illustrations
Philippe Lemaire a illustré les couvertures de divers romans, principalement pour la maison d'édition Rivière Blanche : par exemple 16, rue du Repos de Philippe Ward en 2009, ou encore Les vestiges de l'aube de David S. Khara en 2010. Il a également réalisé la couverture des Nouvelles aventures de Carnacki de Frédéric Livyns, sorti en 2016 chez L'Ivre Book et les illustrations intérieures des trois tomes des Grisommes du même auteur, sortis chez Sema Éditions. En outre, il illustre bien sûr ses propres œuvres (couvertures, illustrations intérieures).

### Romans
Cycle « Radu Dracula »
1. … Prenez et buvez, ceci est mon sang !, Rivière Blanche, coll. « Noire » no 26, 2011  (ISBN 1-935558-92-7), en collaboration avec Philippe Ward. — Lune Écarlate, édition numérique, collection "Lune ténébreuse"  (ISBN 9782369762362).
2. … Que cette coupe s'éloigne de moi !, Rivière Blanche, coll. « Noire » no 38, 2012  (ISBN 1-61227-091-3). — Lune Écarlate, édition numérique, coll. « Lune ténébreuse »  (ISBN 9782369762379).
3. L'un de vous me livrera !, Rivière Blanche, coll. « Noire » no 55, 2013  (ISBN 978-1-61227-225-2). — Lune Écarlate, édition numérique, coll. « Lune ténébreuse »  (ISBN 9782369762386).
4. Jésus, fils de David, aie pitié de moi !, Rivière Blanche, coll. « Noire » no 78, 2015  (ISBN 978-1-61227-448-5). — Lune Écarlate, édition numérique, coll. « Lune ténébreuse »  (ISBN 9782369762393).
5. Je ne te renierai pas…, Rivière Blanche, coll. « Noire » no 85, 2016  (ISBN 978-1-61227-508-6). — Lune Écarlate, édition numérique, coll. « Lune ténébreuse »  (ISBN 9782369762409).
6. Que celui qui peut comprendre, comprenne…, Rivière Blanche, coll. « Noire » no 94, 2017  (ISBN 978-1-61227-588-8). — Lune Écarlate, édition numérique, coll. « Lune ténébreuse »  (ISBN 9782369762416).
Réédition : Radu Dracula, l'intégrale, Lune Écarlate, édition numérique, coll. « Les intégrales », 2019  (ISBN 978-2-36976-109-9).

Cycle « Moras, la malédiction »
1. Pleine Lune, Rivière Blanche, coll. « Noire » no 105, 2017  (ISBN 978-1-61227-710-3).
2. Sombre Lune, Rivière Blanche, coll. « Noire » no 118, 2019  (ISBN 978-1-61227-829-2).
Réédition : Moras, l'intégrale, Lune Écarlate, édition numérique, coll. « Les intégrales », 2019  (ISBN 978-2-36976-319-2).

Romans divers
- Stryges, Lune Écarlate, édition numérique, coll. « Lune ténébreuse », 2019  (ISBN 978-2-36976-318-5). — Rivière Blanche, coll. « Noire » no 126, 2019  (ISBN 978-1-61227-907-7).
- Résurrection, Rivière Blanche, coll. "Noire" n° 133, 2020  (ISBN 978-1-61227-958-9).
- Odyssée spectrale, Rivière Blanche, coll. "Noire" n° 138, 2020  (ISBN 978-1-64932-010-0)
- La demoiselle de Tonneville, Inanna éditions, 2020  (ISBN 979-1-09734-912-7)
- L'Obscur et la lueur, Rivière Blanche, coll. "Noire" n° 157, 2022  (ISBN 978-1-64932-135-0)
- Enquête dans les Carpates, Rivière Blanche, coll. "Noire" n° 171, 2023  (ISBN 978-1-64932-218-0)
- Tarzan... Vous avez dit Tarzan ?, Inanna éditions, 2023  (ISBN 979-10-97349-16-5)
- Les hostiles, Inanna éditions, 2023  (ISBN 979-10-97349-17-2)
- Pirates en Atlantique, Inanna éditions, 2023  (ISBN 979-10-97349-18-9)
- Errances en terres perdues, Rivière Blanche, coll. "Blanche" ref BL2243, 2025 (ISBN 978-1-64932-362-0)
- Au-delà de l'horizon, Inanna éditions, 2025  (ISBN 9791097349356)

### Nouvelles
- « Chronique Manna-hata », dans Dimension New York 1, Rivière Blanche, coll. « Fusée » no 39, 2015  (ISBN 978-1-61227-452-2).
- La ronde de Glorvd, collectif d'auteurs, Rivière Blanche, coll. "Blanche" n° 2194, 2020  (ISBN 978-1-64932-023-0)
- Le concile des quarante, art-book réalisé avec Frédéric Gaillard, Zonaires Éditions, 2021,  (ISBN 979-10-94810-36-1)